# 1990 a sportban
1990 a sportban az 1990-es év fontosabb sporteseményeit tartalmazza az alábbiak szerint:

## Események

### Határozott dátumú események
- október 8.–december 30. – New Yorkban és Lyonban zajlik a Garri Kaszparov–Anatolij Karpov közötti sakkvilágbajnoki párosmérkőzés, amelyen Kaszparov megvédi címét.
- november 16.–december 4. – A 29. nyílt és 14. női sakkolimpia Újvidéken, amelyen a magyar női válogatott Polgár Judit, Polgár Zsuzsa, Polgár Zsófia, Mádl Ildikó összeállításban megvédi olimpiai bajnoki címét a világbajnokokkal felálló szovjet válogatott előtt.

### Határozatlan dátumú események
- Ayrton Senna megszerzi második Formula–1-es világbajnoki címét a McLaren-Honda csapattal.
- NSZK nyeri az Olaszországban rendezett foci VB-t.

## Születések
- január 1.
  - Ruszlan Alekszandrovics Kambolov, orosz válogatott labdarúgó
  - Lenur Szerverovics Temirov, világ- és Európa-bajnoki bronzérmes ukrán kötöttfogású birkózó
- január 2.
  - Édgar Méndez, spanyol labdarúgó
  - Tomasz Kupisz, lengyel válogatott labdarúgó
- január 4.
  - Peter de Cruz, olimpiai és világbajnoki bronzérmes svájci curlingjátékos
  - Daniel Keatings, angol tornász
  - Toni Kroos, világbajnok, Európa-bajnoki bronzérmes, UEFA-bajnokok ligája-, UEFA-szuperkupa- és FIFA-klubvilágbajnokság-győztes német válogatott labdarúgó
- január 6. – Kristian Opseth, norvég labdarúgó
- január 7.
  - Ivo Pinto, portugál labdarúgó
  - Gregor Schlierenzauer, olimpiai és világbajnok osztrák síugró
- január 8. – Robin Olsen, svéd válogatott labdarúgó
- január 9. – Rafa Pérez, kolumbiai labdarúgó
- január 10. – Stefan Šćepović, szerb válogatott labdarúgó
- január 12. – Szergej Alekszandrovics Karjakin, ukrán-orosz sakknagymester, világbajnokjelölt, olimpiai bajnok
- január 14. – Bérczes Dávid, magyar sakknagymester
- január 15.
  - Adeline Maria Gray, világ- és pánamerikai bajnok amerikai női szabadfogású birkózó
  - Gevorg Szahakján, világbajnoki bronzérmes örmény származású, lengyel kötöttfogású birkózó
- január 16. – David Wotherspoon, skót születésű kanadai válogatott labdarúgó
- január 18. – Alex Pietrangelo, U20-as világbajnok, jégkorong-világkupa-győztes, olimpiai bajnok és Stanley-kupa-győztes kanadai válogatott jégkorongozó
- január 21. – José Ramírez, dominikai baseballjátékos
- január 22. – Alizé Cornet, francia teniszező
- január 23. – Ximo Navarro Jiménez, spanyol labdarúgó
- január 24.
  - Artjom Artjunin, észt válogatott labdarúgó
  - Ermin Bičakčić, bosnyák válogatott labdarúgó
- január 26. – Dawid Szulczek, lengyel labdarúgó, edző
- január 30. – Kristián Kolčák, szlovák labdarúgó
- február 3. – Michael Uchebo, nigériai válogatott labdarúgó
- február 4. – Nairo Quintana, kolumbiai kerékpárversenyző
- február 5.
  - Lars Krogh Gerson, luxemburgi válogatott labdarúgó
  - Jordan Rhodes, skót válogatott labdarúgó
- február 6. – Stefan Warg, svéd jégkorongozó
- február 7. – Gianluca Lapadula, olasz válogatott labdarúgó
- február 9. – Fjodor Mihajlovics Szmolov, orosz válogatott labdarúgó
- február 10. – Yuri Berchiche, spanyol labdarúgó
- február 13.
  - Nathan Eovaldi, World Series bajnok amerikai baseballjátékos
  - Paweł Olkowski, lengyel válogatott labdarúgó
  - Mamadou Sakho, francia válogatott labdarúgó
  - Jun Szogjong, dél-koreai válogatott labdarúgó
- február 15.
  - Fidel Martínez, ecuadori válogatott labdarúgó
  - Charles Pic, francia autóversenyző
- február 16. – Erdélyi Balázs, Európa-bajnok és világbajnoki ezüstérmes magyar válogatott vízilabdázó
- február 18. – Gustavo Bou, argentin labdarúgó
- február 19. – Kosta Barbarouses, új-zélandi válogatott labdarúgó
- február 24. – Cəbrayıl Həsənov, Európa-bajnok, világbajnoki ezüstérmes és olimpiai bronzérmes azeri szabadfogású birkózó
- február 26. – Guido Pizarro, argentin válogatott labdarúgó
- február 27. – Teal Bunbury, amerikai válogatott labdarúgó
- február 28. – Anna Olehivna Muzicsuk, ukrán női sakknagymester
- március 4. – Ossi Ikonen, finn jégkorongozó
- március 7. – Mat Bodie, kanadai jégkorongozó
- március 8. – Petra Kvitová, cseh hivatásos teniszezőnő
- március 9.
  - Felix Burmeister, német labdarúgó
  - Bendik Bye, norvég labdarúgó
- március 11. – Viðar Örn Kjartansson, izlandi válogatott labdarúgó
- március 12. – Ilija Nestorovski, macedón válogatott labdarúgó
- március 15. – Bekzod Abdurakhmonov, Ázsia-bajnok üzbég szabadfogású birkózó
- március 18. – Michael Damgaard, olimpiai bajnok dán kézilabdázó
- március 19. – Derick Ogbu, nigériai labdarúgó
- március 20. – Csong Gjongun, Ázsia Játékok és Ázsia-bajnoki ezüstérmes, olimpiai bronzérmes dél-koreai tollaslabdázó
- március 23.
  - Jaime Alguersuari, spanyol autóversenyző, Formula–1-es pilóta
  - Robert Johansson, olimpiai bajnok norvég síugró
- március 24. – Cristian Lema, argentin labdarúgó
- március 25. – Tom Pettersson, svéd korosztályos válogatott labdarúgó
- március 26.
  - Tomari Siho, japán válogatott labdarúgó
  - Rúmán Szájsz, marokkói válogatott labdarúgó
- március 27.
  - Amir Abrashi, albán válogatott labdarúgó
  - Joselu, spanyol labdarúgó
- március 28. – Jean-Paul Tony Helissey, olimpiai ezüstérmes francia tőrvívó
- április 1. – Matt Hedges, CONCACAF-aranykupa-győztes amerikai válogatott labdarúgó
- április 2. – Miralem Pjanić, bosnyák labdarúgó-válogatott
- április 5. – Patrick Anthony Martínez, amerikai kötöttfogású birkózó
- április 7.
  - Sorana Cîrstea, román hivatásos teniszezőnő, olimpikon
  - Adrià Delgado, spanyol származású brazil válogatott vízilabdázó, olimpikon
  - Tony Jantschke, német labdarúgó
- április 8. – Johnny Russell, skót válogatott labdarúgó
- április 9. – Takara Rjóko, japán válogatott labdarúgó
- április 16. – Pedro Mendes, portugál labdarúgó
- április 17. – Valère Germain, francia labdarúgó
- április 18. – Danilo Sekulić, szerb labdarúgó
- április 21.
  - Ahmed Sijavgyinovics Gadzsimagemodov, Európa-bajnok orosz szabadfogású birkózó
  - Aleksandar Prijović, svájci születésű szerb válogatott labdarúgó
- április 25. – Jonas Enkerud, norvég labdarúgó
- április 27. – Gonzalo Echenique, argentin származású spanyol válogatott vízilabdázó
- április 28. – Lőrincz Viktor, Európa-bajnok, világbajnoki bronzérmes, olimpiai 5. helyezett magyar birkózó
- május 1. – Vinicius Antonelli, brazil válogatott vízilabdázó, olimpikon
- május 2. – Albert Costa, spanyol autóversenyző
- május 3.
  - Martin Doležal, cseh válogatott labdarúgó
  - Teemu Hartikainen, olimpiai és világbajnok finn válogatott jégkorongozó
- május 4.
  - Irina Falconi, amerikai hivatásos teniszezőnő
  - Matija Katanec, horvát labdarúgó
- május 6. – Craig Dawson, angol korosztályos válogatott labdarúgó
- május 9. – Jennifer Hermoso, spanyol válogatott női labdarúgó
- május 10.
  - Horváth Bernadett, magyar válogatott kézilabdázó
  - Salvador Pérez, World Series bajnok venezuelai-amerikai baseballjátékos
- május 13. – Pedro Ferreira-Mendes, brazil labdarúgó
- május 14. – Rafael Czichos, német labdarúgó
- május 18. – Fülöp István romániai magyar származású labdarúgó
- május 19.
  - Stefán Rafn Sigurmannsson, izlandi válogatott kézilabdázó
  - Anıl Yüksel, török teniszező
- május 20.
  - Rafael Cabral, Copa Libertadores- és Recopa Sudamericana-győztes brazil válogatott labdarúgókapus
  - Polareczki Roland, magyar labdarúgó
- május 21. – Gyöngyössy Anikó, magyar válogatott vízilabdázó
- május 24. – Karoline de Souza, világbajnok brazil válogatott kézilabdázó, balszélső
- május 29. – Sherida Spitse, Európa-bajnok és világbajnoki ezüstérmes holland női válogatott labdarúgó
- május 30. – Josef Šural, cseh válogatott labdarúgó († 2019
- május 31. – Chris Dobey, angol dartsjátékos
- június 3. – Fabian Götze, német labdarúgó
- június 6. – Anthony Rendon, World Series bajnok amerikai baseballjátékos
- június 7.
  - Aurélie Muller, világ- és Európa-bajnok francia hosszútávúszónő
  - Allison Schmitt, olimpiai, világ- és pánamerikai játékok bajnok amerikai úszónő
- június 9. – Jamazaki Marumi, japán válogatott labdarúgó
- június 11. – Christophe Lemaitre, francia futó
- június 12. – Carlitos, spanyol labdarúgó
- június 13.
  - Jarrod Gilchrist, ausztrál válogatott vízilabdázó
  - Francisco Portillo, spanyol labdarúgó
- június 14. – Joel Swift, ausztrál válogatott vízilabdázó
- július 15. – Anthony Bitetto, amerikai jégkorongozó
- június 16. – Silje Solberg, világ- és Európa-bajnok norvég válogatott kézilabdázó, kapus
- június 18.
  - Sandra Izbașa, olimpiai és Európa-bajnok, világbajnoki ezüstérmes román tornász
  - Amahl Pellegrino, norvég labdarúgó
- június 19. – Kado Júka, japán válogatott labdarúgó
- június 22. – Kirilo Valentinovics Petrov, ukrán korosztályos válogatott labdarúgó
- június 23. – Adolphe Teikeu, afrikai nemzetek kupája győztes kameruni válogatott labdarúgó
- június 24. – Kelvin Leerdam, suriname-i válogatott labdarúgó
- június 25.
  - Jan Dekker, holland dartsjátékos
  - Gangl Edina, Európa-bajnok magyar vízilabdázó, kapus
- június 26. – Laura van der Heijden, világbajnok, Európa-bajnoki ezüstérmes holland válogatott kézilabdázó, olimpikon
- június 28. – Tyler Martin, kanadai származású ausztrál válogatott vízilabdázó
- június 30. – Sandro Sukno, olimpiai, világ- és Európa-bajnok horvát válogatott vízilabdázó
- július 1. – Jonatan Tollås, norvég labdarúgó
- július 2. – Danny Rose, angol válogatott labdarúgó
- július 3. – Bilan Nalgiev, üzbég kötöttfogású birkózó
- július 6. – Jaszumoto Szavako, japán válogatott labdarúgó
- július 7. – Lee Addy, ghánai válogatott labdarúgó
- július 9.
  - Earl Bamber, új-zélandi autóversenyző
  - Lucas Lima, brazil válogatott labdarúgó
  - Enda Stevens, ír válogatott labdarúgó
- július 10. – Veronica Kristiansen, világ- és Európa-bajnok, olimpiai bronzérmes norvég kézilabdázó
- július 11.
  - Fabian Holland, német labdarúgó
  - Caroline Wozniacki, Australian Open-győztes és egyéni világbajnok lengyel származású dán teniszező, olimpikon
  - Zsiga Ervin, romániai magyar labdarúgó
- július 14. – Jan Alekszandrovics Nyepomnyascsij, orosz sakknagymester
- július 15. – Sven Michel, német labdarúgó
- július 17. – Heinz Lindner, osztrák válogatott labdarúgó kapus
- július 18.
  - Yannick Thoelen, belga labdarúgó
  - Anders Konradsen, norvég válogatott labdarúgó
- július 19. – Darlington Nagbe, amerikai válogatott labdarúgó
- július 25.
  - Raphael Rossi, brazil labdarúgó
  - Raúl Ruidíaz, perui válogatott labdarúgó
- július 27.
  - Gerek Meinhardt, világbajnoki ezüstérmes, olimpiai bronzérmes amerikai tőrvívó
  - Gotó Micsi, japán válogatott labdarúgó
- július 29.
  - Ricky Evans, angol dartsjátékos
  - Tye McGinn, kanadai jégkorongozó
- július 30. – Dom Dwyer, CONCACAF-aranykupa bajnok amerikai válogatott labdarúgó
- július 31. – Dominique Heinrich, osztrák válogatott jégkorongozó
- augusztus 3. – Auriol Dongmo, Afrika- és Európa-bajnok kameruni születésű portugál atlétanő, súlylökő, diszkoszvető, olimpikon
- augusztus 5.
  - Czirók Márton, magyar válogatott amerikaifutball-játékos
  - Mathieu Gorgelin, francia labdarúgó
- augusztus 6. – Ethan Finlay, amerikai válogatott labdarúgó
- augusztus 8. – Alec Kann, amerikai labdarúgó
- augusztus 9. – Lucien Owona, kameruni válogatott labdarúgó
- augusztus 13.
  - Stanislav Iljutcenko, orosz-német labdarúgó
  - Benjamin Stambouli, francia labdarúgó
- augusztus 14. – Warren Creavalle, guyanai-amerikai guyanai válogatott labdarúgó
- augusztus 16. – Jessica Moore, ausztrál teniszezőnő
- augusztus 18. – Kevin Long, ír labdarúgó
- augusztus 19. – Florentin Pogba, guineai válogatott labdarúgó
- augusztus 20.
  - Ranomi Kromowidjojo, jávai–surinamei származású, olimpiai, világ és EUrópa-bajnok holland úszónő
  - Jonas Hummels, német labdarúgó
- augusztus 22. – Pedro Rodríguez Álvarez, spanyol válogatott kézilabdázó
- augusztus 23.
  - Alan Aguerre, argentin labdarúgó
  - Sztefan Szpirovszki, macedón válogatott labdarúgó
- augusztus 28. – Julie Foggea, Guadeloupe-i származású francia válogatott kézilabdázó
- szeptember 2.
  - Balog Gábor, Európa-bajnoki bronzérmes magyar úszó
  - Marcus Ericsson, svéd autóversenyző
- szeptember 4.
  - Obara Juria, japán válogatott labdarúgó
  - Moritz Schenkel, német válogatott vízilabdázó
- szeptember 5.
  - Okszana Kalasnikova, orosz származású grúz hivatásos teniszezőnő
  - Maciej Domański, lengyel labdarúgó
- szeptember 7.
  - Bartalis István, magyar válogatott jégkorongozó
  - Aidan Roach, ausztrál válogatott vízilabdázó
- szeptember 8.
  - Michal Kempný, világbajnoki bronzérmes és Stanley-kupa-győztes cseh válogatott jégkorongozó
  - Pål Erik Ulvestad, norvég labdarúgó
- szeptember 10. – Ørjan Nyland, norvég válogatott labdarúgó
- szeptember 14. – Juwon Oshaniwa, afrikai nemzetek kupája-győztes nigériai válogatott labdarúgó
- szeptember 15.
  - Darko Lazović, szerb válogatott labdarúgó
  - Aaron Mooy, ausztrál válogatott labdarúgó
- szeptember 16. – Antonia Göransson, világbajnoki bronzérmes svéd női válogatott labdarúgó, olimpikon
- szeptember 17.
  - Josué Pesqueira, portugál válogatott labdarúgó
  - Marcus Semien, amerikai baseballjátékos
- szeptember 18.
  - Faty Papy, burundi válogatott labdarúgó († 2019)
  - Michael Smith, angol dartsjátékos
- szeptember 19. – Kieran Trippier, Európa-bajnoki ezüstérmes angol válogatott labdarúgó
- szeptember 21. – Rob Cross, PDC-világbajnok angol dartsjátékos
- szeptember 24. – Danielle Suzanne Lappage, kanadai női szabadfogású birkózó
- szeptember 25.
  - Sam Clucas, angol labdarúgó
  - Tonći Kukoč, horvát labdarúgó
- szeptember 26. – Jesús Imaz, spanyol labdarúgó
- szeptember 27.
  - Jean-Patrick Abouna, kameruni válogatott labdarúgó
  - Mitchell Emery, ausztrál válogatott vízilabdázó
  - Nakadzsima Emi, japán válogatott labdarúgó
  - Stefan Schwab, osztrák labdarúgó
- szeptember 30. – Felipe Martins, brazil labdarúgó
- október 1. – 
  - Anthony Lopes, francia születésű portugál válogatott labdarúgó
  - Pedro Mendes, portugál válogatott labdarúgó
- október 3. – Sebastian Griesbeck, német labdarúgó
- október 5. – Szugaszava Juika, japán válogatott labdarúgó
- október 6. – Rolf Feltscher, svájci születésű venezuelai válogatott labdarúgó
- október 8. – David Rundblad, U20-as világbajnoki ezüst- és bronzérmes, felnőtt világbajnoki ezüstérmes svéd válogatott jégkorongozó
- október 9.
  - Ann-Katrin Berger, német női válogatott labdarúgó
  - Dominik Märki, svájci curlingjátékos
  - Mikko Niemelä, finn válogatott jégkorongozó
- október 11. – Edickson Contreras, venezuelai műugró
- október 16. – Albert Ádám, magyar labdarúgó
- október 19. – Jordan Lyles, amerikai baseballjátékos
- október 21. – Maxime Vachier-Lagrave francia sakknagymester, junior világbajnok, háromszoros francia bajnok
- október 24. – Danilo Petrucci, olasz motorversenyző
- október 25.
  - Ryan Preece, amerikai NASCAR-versenyző
  - Florian Sotoca, francia labdarúgó
- október 27. – Ugo Crousillat, montenegrói-francia válogatott vízilabdázó
- október 29. – Niklas Arell, svéd jégkorongozó
- november 1. – Sebastien Corchia, francia válogatott labdarúgó
- november 2. – Borja García, spanyol korosztályos válogatott labdarúgó
- november 3. – Łukasz Sekulski, lengyel labdarúgó
- november 4. – Juho Olkinuora, olimpiai és világbajnok finn válogatott jégkorongozó
- november 10.
  - Mireia Belmonte, olimpiai, világ- és Európa-bajnok spanyol úszó
  - Takasze Megumi, japán válogatott labdarúgó
  - Pål Alexander Kirkevold, norvég válogatott labdarúgó
- november 11.
  - Tom Dumoulin, holland professzionális országútikerékpáros
  - Daniel Steres, amerikai labdarúgó
- november 13. – Brenden Dillon, kanadai válogatott jégkorongozó
- november 14. – Roman Bürki, svájci válogatott labdarúgó
- november 20. – Sóvdor Bátardzsavin, Ázsia-bajnoki ezüstérmes és világbajnoki bronzérmes mongol női szabadfogású birkózó
- november 21.
  - Anton Rodin, svéd válogatott jégkorongozó
  - Ilie Sánchez, spanyol labdarúgó
- november 22. – Taha Akgül, olimpiai, világ- és Európa-bajnok szabadfogású török birkózó
- november 23.
  - Aljona Igorevna Leonova, orosz műkorcsolyázó
  - Michael Ngadeu-Ngadjui, afrikai nemzetek kupája győztes kameruni válogatott labdarúgó
- november 24. – Szarka Ákos, szlovákiai magyar labdarúgó
- november 25. – Lukáš Krpálek, olimpiai, világ- és Európa-bajnok cseh cselgáncsozó
- november 30. – Magnus Carlsen, norvég sakknagymester, sakkvilágbajnok
- december 3. – Anna Szergejevna Szeny, olimpiai bajnok orosz kézilabdázó
- december 5. – David Taylor, világbajnok amerikai szabadfogású birkózó
- december 9. – Debbie Bont, holland válogatott kézilabdázó
- december 10.
  - Ivan Mihajlovics Bobko, ukrán labdarúgó, csatár
  - Kazenga LuaLua, kongói labdarúgó, csatár
- december 16. – Aziz Behich, török-ciprusi származású ausztrál válogatott labdarúgó
- december 17. – Abdálrazák Hamdállah, marokkói válogatott labdarúgó
- december 18. – Major Balázs, magyar műkorcsolyázó
- december 20. – Jamane Erina, japán válogatott labdarúgó
- december 22. – Josef Newgarden, IndyCar Series-bajnok és indianapolisi 500-as győztes amerikai autóversenyző
- december 23. – Brice Dja Djédjé, elefántcsontparti válogatott labdarúgó
- december 24.
  - Mijake Rjó, olimpiai ezüstérmes japán tőrvívó
  - Oguntoye Viktória, magyar válogatott kézilabdázó
- december 29. – Tommaso D’Orsogna, olimpiai bronzérmes ausztrál úszó
- december 31. – Danny Noppert, holland dartsjátékos

## Halálozások
- ? – Günther Kummetz, világbajnoki ezüstérmes és Európa-bajnok német jégkorongozó (* 1905)
- ? – Atanasia Ionescu, olimpiai és világbajnoki bronzérmes román szertornász, edző, egyetemi adjunktus, nemzetközi sportbíró (* 1935)
- január 15. – František Douda, olimpiai bronzérmes, csehszlovák atléta, súlylökő (* 1908)
- január 28. – Flórián Tibor, magyar sakkozó, nemzetközi mester, magyar bajnok (* 1919)
- február 11. – Léopold Anoul, belga válogatott labdarúgócsatár, edző (* 1922)
- február 16. – Moravetz József, magyar nemzetiségű román válogatott labdarúgó (* 1911)
- március 6. – Joe Sewell, World Series bajnok amerikai baseballjátékos, National Baseball Hall of Fame and Museum tag (* 1898)
- március 14. – Wilhelm Baumann, olimpiai bajnok német kézilabdázó (* 1912)
- április 6. – Peter Doherty, ír válogatott labdarúgó (* 1913)
- május 17. – Auguste Jordan, osztrák születésű, francia válogatott labdarúgó, edző (* 1909)
- június 11. – Oldřich Nejedlý, világbajnoki ezüstérmes csehszlovák válogatott labdarúgó (* 1909)
- július 18. – Štefan Čambal, világbajnoki ezüstérmes csehszlovák válogatott labdarúgó fedezet, edző (* 1908)
- augusztus 25. – David Hampshire, brit autóversenyző, Formula–1-es pilóta (* 1917)
- szeptember 2. – Erich Herker, Európa-bajnok, világbajnoki ezüstérmes, olimpiai bronzérmes német jégkorongozó (* 1905)
- szeptember 10. – Svend Meulengracht Madsen, olimpiai bajnok dán tornász (* 1897)
- szeptember 28. – Darányi József magyar atléta, súlylökő, olimpikon, állatorvos (* 1905)
- október 5. – Dixie Howell, World Series bajnok amerikai baseballjátékos († 1920)
- október 15. – Berczelly Tibor olimpiai bajnok magyar vívó (* 1912)
- december 30. – Füstér Géza, magyar-kanadai sakkozó, nemzetközi mester, magyar bajnok (* 1910)